# San Marino op de Europese kampioenschappen atletiek 2010
San Marino werd door twee atleten vertegenwoordigd op de Europese kampioenschappen atletiek 2010 in het Spaanse Barcelona. Het land won nog nooit een medaille op een EK, en ook dit jaar wist het land niet met eremetaal aan de haal te gaan.

## Deelnemers
| Onderdeel | Mannen      | Vrouwen         |
| --------- | ----------- | --------------- |
| 100m      |             | Sara Maroncelli |
| 400m      | Ivano Bucci |                 |

## Resultaten

### Dinsdag 27 juli 2010

#### 400 m mannen
- Ivano Bucci:
  - reeksen: zevende in 49:03 (DNQ)

### Woensdag 28 juli 2010

#### 100 m vrouwen
- Sara Maroncelli
  - reeksen: 12,64 (PB) (DNQ)

Albanië · Andorra · Armenië · Azerbeidzjan · België · Bosnië en Herzegovina · Bulgarije · Cyprus · Denemarken · Duitsland · Estland · Finland · Frankrijk · Georgië · Gibraltar · Griekenland · Groot-Brittannië · Hongarije · Ierland · IJsland · Israël · Italië · Kroatië · Letland · Liechtenstein · Litouwen · Luxemburg · Macedonië · Malta · Moldavië · Monaco · Montenegro · Nederland · Noorwegen · Oekraïne · Oostenrijk · Polen · Portugal · Roemenië · Rusland · San Marino · Servië · Slovenië · Slowakije · Spanje · Tsjechië · Turkije · Wit-Rusland · Zweden · Zwitserland